# Теґ Бахадур
Теґ Бахадур (пенджабі:ਗੁਰੂ ਤੇਗ਼ ਬਹਾਦੁਰ, 21 квітня 1621 — 24 листопада 1675, Нандед) — 9-й гуру сикхів, державний діяч. Ім'я перекладається як «Могутній меч».

## Життєпис

### Молоді роки
Син гуру Хар Ґобінда і Бібі Нанакі. Народився 1621 року в Рамдаспурі, отримавши ім'я Т'ял Мал. Здобув сикхську освіту, навчався індуїстським класичним наукам, їзді верхи, володінню різноманітною зброєю, говорив панджабі, гінді, санскритом. У 1634 році після битві біля Картарпура, де він вперше брав участь, дістав ім'я Теґ Бахадур.
Згодом мешкав в Кіратпурі разом з батьком. Тут більше уваги приділяв релігійному життю, медитації, тому при обранні спадкоємця батько відкинув кандидатуру Теґ Бахадура. Після смерті Хар Ґобінда 1644 року разом з матір'ю і родиною перебрався до селища Бакала. Тут його застала звістка про смерть внучатого небожа — Хар Крішана, який оголосив, що шукати наступного гуру потрібно в Бакалі. Негайно з'явилося 22 претендента. За легендою торговець Макхан Шах Лабана пообіцяв померлому гуру Нанаку надати 500 золотих для врятування під час бурі. Усі претенденти не пройшли випробування, взявши від торгівлі 2 золотих, а лише Бахадур наказав сплатити 500.
Ця легенда вказує, що Теґ Бахадур не мав загальної підтримки й мусив протистояти своїм родичам, що також бажали стати гуру. Його небіж Дір Мал, що мав промогольське спрямування, влаштував змову проти Теґ Бахадура, яку викрили, але останній помилував Дір Мала.

## Гуру
1665 року вирішив наслідувати шлях першого гуру Нанака, здійснивши подорож через північну Індію до Бенгалії і Ахому, де скрізь проповідував ідеї сикхізму. Тут 1666 року припинив конфлікт з моголами і Супангмунгом, раджою Ахому. По поверненню 1672 року заснував місто Анандпур.
1674 року здійснив нову подорож через Кашмір та північнозахідні землі Імперії Великих Моголів. Невдовзі вступив у політичне протистояння з падишахом Аурангзебом. Надав допомогу кашмірським брахманам, які примушували прийняти іслам. У липні 1675 року кинув виклик падишахові, зауваживши, щоб той спробував переконати гуру навернутися до ісламу. Перед цим призначивши сина Ґобінда своїм спадкоємцем. Прибув до Делі, де був арештований. В листопаді того ж року гуру в Агрі було відрубано голову.

## Творчість
Доповнив священну сикхську книгу «Гуру Грантх Сахіб» (сторінки 219—1427) своїми гімнами. В його доробку 116 шабадів, 15 рагів, багати з 782 композиціями. Охоплюють широкий спектр тем, таких як природа Бога, людські прихильності, тіло, розум, смуток, гідність, служіння, смерть та спасіння.